# Alfred Krause (General)
Alfred Krause (* 28. April 1930 in Dresden; † 19. November 2001) war ein deutscher General der Nationalen Volksarmee (NVA) der Deutschen Demokratischen Republik.
Er war Chef des Bereichs Aufklärung im Ministerium für Nationale Verteidigung der DDR (1982–1990) und vordem Stellvertreter des Chefs und Chef des Stabes Militärbezirk III (1977–1979) sowie Kommandeur der 11. Mot.-Schützendivision (1974–1977).

## Leben

### Herkunft und Ausbildung
Alfred Krause wuchs in einer Arbeiterfamilie als Sohn eines Packers und Kraftfahrers unter einfachen Verhältnissen in Dresden auf. Dort besuchte er die Volksschule, die er mit der 8. Klasse abschloss und von 1944 eine Lehre zum Verwaltungsangestellten bei der Sozialversicherungskasse in Dresden antrat.
Das Erleben der Luftangriffe auf Dresden Februar 1945, gefolgt von den starken Zerstörungen in Dresden, und die Nachkriegshungerjahre übten auf seine weitere Entwicklung maßgeblichen Einfluss aus. Bereits 1946 trat er dem Jugendverband, der Freien Deutschen Jugend (FDJ), und der SED bei.
Nach Abschluss der Lehre 1947 arbeitete er als Verwaltungsangestellter in Dresden.
Mit seinem freiwilligen Eintritt am 13. September 1948 wurde Krause Angehöriger der bewaffneten Organe der DDR und arbeitete zunächst als Hilfssachbearbeiter der Politabteilung der Deutschen Volkspolizei  (DVP) in Dresden. Der junge Ehemann und Vater erhielt ab Juni 1949 seine erste Offiziersausbildung als  Kursant an der Politschule der DVP in Torgau, die er im Juni 1950 mit der Ernennung zum ersten Offiziersdienstgrad abschloss.

### Laufbahn
Alfred Krause war in seiner ersten Offiziersdienststellung als Stellvertreter des Kompaniechefs  für Politische Arbeit der Politschule Torgau eingesetzt, die ab Dezember 1950 verlegt und zur Politschule Berlin-Treptow umformiert wurde.  Danach arbeitete er von 1953 bis 1957 als Leiter der Kaderabteilung der Politschule.
Anfang 1956 wurde Krause in die Nationale Volksarmee (NVA) der DDR übernommen und 1957 zum Studium als Offiziershörer an die Hochschule für Offiziere der NVA in Dresden versetzt. Berufsbegleitend erwarb er in den Folgejahren den Schulabschluss der 10. und 12. Klasse in Grundlagenfächern. Ab 1959 setzte er an der nun gegründeten Militärakademie „Friedrich Engels“  in Dresden sein dreijähriges Direktstudium für Truppenkommandeure der operativ-taktischen Führungsebene fort, das er als Diplom-Militärwissenschaftler (Dipl.-Mil.) abschloss.
Nach dem Diplomstudium war er im Mot.-Schützenregiments MSR-7 am Standort Marienberg eingesetzt: 1962 bis 1964 in einer Verwendung als Stellvertreter des Kommandeurs für Politische Arbeit (StKPA/MSR-7) und von 1964 bis 1970 als Kommandeur MSR-7 „Max Roscher“ der 7. Panzerdivision (NVA). 1967 wurde er zum Oberst befördert.
Ab 1970 absolvierte Alfred Krause in einem zweijährigen Direktstudium an der Militärakademie des Generalstabes der Streitkräfte an der UdSSR in Moskau eine operativ-strategische Kommandeursausbildung, die er 1972 mit dem Diplom der Generalstabsakademie abschloss.
Nach seiner Rückkehr aus der UdSSR erfolgte sein Einsatz 1972 in der 11. Mot.-Schützendivision – Standort des Stabes in Halle (Saale): zwei Jahre als Stellvertreter des Kommandeurs für Ausbildung (StKA/11. MSD) und ab 1. November 1974 bis zum 31. August 1977 als Kommandeur der 11. MSD.
Im September 1974 wurde Krause versetzt und übernahm dort die Dienststellung Stellvertreter des Chefs und Chef des Stabes des Militärbezirks III (StCCS/MB III) – Standort des Kommandos Militärbezirk III war Leipzig. Am 7. Oktober 1977 wurde Krause zum Generalmajor ernannt.
1979 erfolgte seine Versetzung nach Strausberg ins Ministerium für Nationale Verteidigung. Zunächst arbeitete Krause als Stellvertreter des Chefs der Verwaltung Inspektion. Am 1. Dezember 1980 übernahm er die Dienststellung Chef der Verwaltung Inspektion im  MfNV. Im selben Jahr wurde er Vorsitzender der Armeesportgemeinschaft Strausberg.
Am 23. September 1982 wurde Krause überraschend vom Minister die neue Verwendung mitgeteilt. Zum 1. Oktober 1982 erfolgte sein Einsatz als Chef der Verwaltung Aufklärung im MfNV. Damit führte er die Zentrale Organisation der Militärischen Aufklärung (des Militärischen Nachrichtendienstes) der Streitkräfte der DDR, die 1984 zum Bereich Aufklärung (BA) im MfNV formiert wurde. Am 1. März 1986 erfolgte seine Beförderung zum Generalleutnant.
Im Zusammenhang mit den Verpflichtungen der DDR aus den Wiener Abrüstungsverhandlungen war im Herbst 1989 die  Umformierung des militärischen Führungsorgans Bereich Aufklärung (BA) in eine zentrale militärische Dienststelle, das Informationszentrum (IZ) des MfNV begonnen worden, das Krause als Chef Informationszentrum ab Januar 1990 führte.
Als es nach der ersten demokratischen Wahl in der DDR im März 1990 zu einem politischen Führungswechsel und Umbruch in der Armeeführung kam, verblieb Krause in der Funktion Chef Informationszentrum im Ministerium für Abrüstung und Verteidigung (MfAV) der DDR. Er wurde mit der Auflösung des militärischen Auslandsaufklärungdienstes betraut, die sich unter Krause von Mitte März bis Anfang September 1990 vollzog.
Alfred Krause wurde zum 30. September 1990 aus der Nationalen Volksarmee entlassen.
Er verstarb am 19. November 2001.

## Auszeichnungen in der DDR
- 1984 Vaterländischer Verdienstorden der DDR in Silber
- Kampforden „Für Verdienste um Volk und Vaterland“ der DDR in Gold